# فيل إميري
فيل إميري (25 يونيو 1964 في أستراليا - )  (بالإنجليزية: Phil Emery)‏ هو لاعب كريكت أسترالي. لعب مع فريق جنوب ويلز الجديد للكريكت ‏.

## وصلات خارجية
- فيل إميري على موقع إي آس بي آن كريك إنفو (الإنجليزية)